# Desultory
Desultory — шведская дэт-метал-группа из Стокгольма, основанная в 1989 году. Дебютный альбом группы, Into Eternity, вышел в 1993 году на лейбле Metal Blade Records. В 1996 году, после выпуска неудачного альбома, коллектив распался. Однако в 2009 году музыканты возродили группу и выпустили ещё два студийных альбома, после чего, в 2017 году, коллектив распался окончательно.

## История
Группа была образована в Стокгольме в 1989 году. В первый состав группы вошли: вокалист и гитарист Клас Морберг, басист Йенс Альмгрен, гитарист Стефан Пёге и барабанщик Томас Джонсон. В 1990 году вышли три демо-записи, From Beyond, Death Unfolds и Visions. После выхода EP Forever Gone в 1991 году, коллективом заинтересовался лейбл Metal Blade Records, на котором и вышел дебютный альбом, получивший название Into Eternity. В это же время басиста заменил брат Класа Морберга, Хокан. Свой первый тур группа отыграла с Fear Factory.
В следующем году, в 1994, вышел второй студийный альбом Bitterness. Хокан взял в руки гитару, а место басиста занял Йохан Болин. Третий студийный альбом, Swallow the Snake, группа записала в формате трио. На этом релизе коллектив сместил звучание в сторону дэт-н-ролла, что было негативно воспринято критиками и слушателями. После провала они распускают Desultory и создают стоунер-рок-группу Zebulon. Записав два альбома и EP, они поняли, что с дэт-металом они ещё не закончили.
В 2009 году музыканты возрождают Desultory в том же составе: Клас Морберг — вокал, гитара; Хокан Морберг — гитара; Йохан Болин — бас; Томас Джонсон — ударные; и подписывают контракт с лейблом Pulverised Records. Спустя 15 лет после последнего релиза выходит альбом Counting Our Scars, в музыкальном плане повторяющий первые два диска. В 2017 году вышел последний альбом Through Aching Aeons, после которого группа распалась вновь. Aftonbladet назвал релиз «отличным прощанием».

## Состав
- Клас Морберг — вокал, гитара
- Хокан Морберг — гитара (бас в 1992—1997 годах)
- Йохан Болин — бас
- Томас Джонсон — ударные

### Бывшие участники
- Стефан Пёге — соло-гитара
- Йенс Альмгрен — бас

## Дискография

### Студийные альбомы
- Into Eternity (1993)
- Bitterness (1994)[4][5][6]
- Swallow the Snake (1996)[7][8][9]
- Counting Our Scars (2010)[10][11][12][13]
- Through Aching Aeons (2017)[14][15]

### EP
- Forever Gone (1991)

### Демо
- From Beyond (1990)
- Death Unfolds (1990)
- Visions (1990)